# Middleton (hrabstwo Dane)
Middleton – miasto w Stanach Zjednoczonych, w stanie Wisconsin, w hrabstwie Dane.